# Ștefania Borș
Ștefania Borș (n. 23 decembrie 1951, Craiova, România) este o baschetbalistă română.

## Carieră
Împreună cu echipa națională a României, a participat la șase ediții ale Campionatelor Europene (1972, 1974, 1976, 1978, 1981, 1983).